# Gießkanne

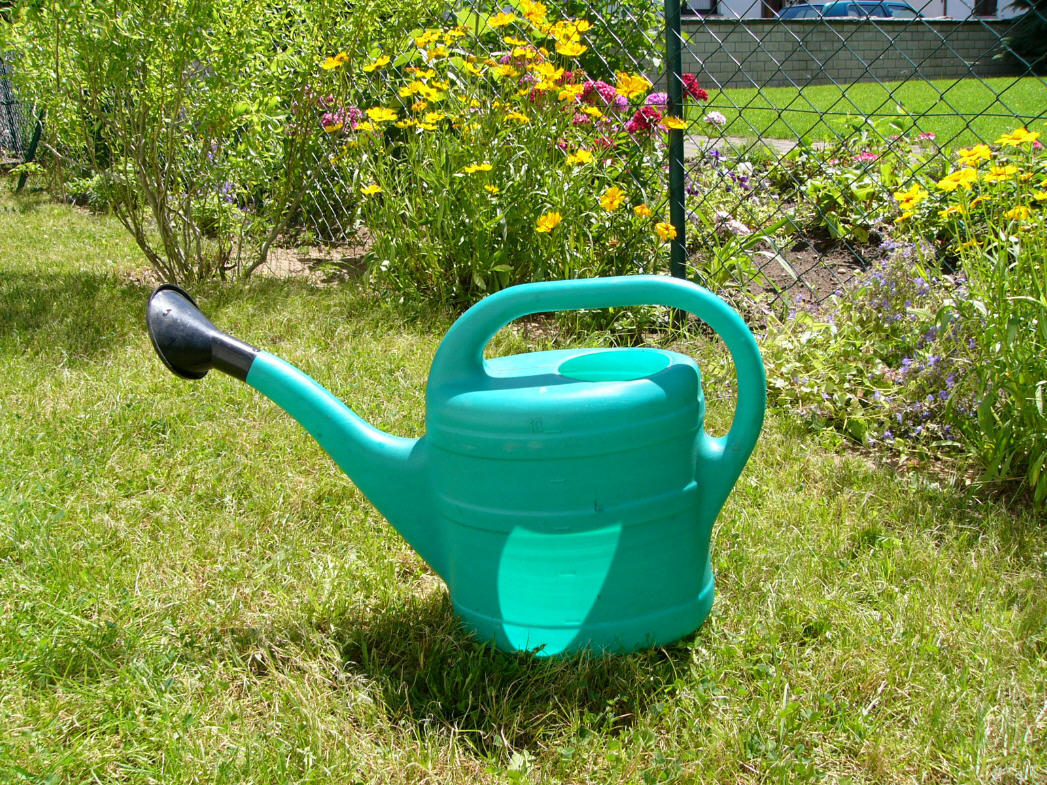
Kunststoff-Gießkanne mit Brausemundstück

Eine Gießkanne, auch Sprenger, Spritzkrug (Österreich) oder Spritzkanne (Schweiz), ist ein Gefäß zur Bewässerung von Pflanzen.

## Beschreibung

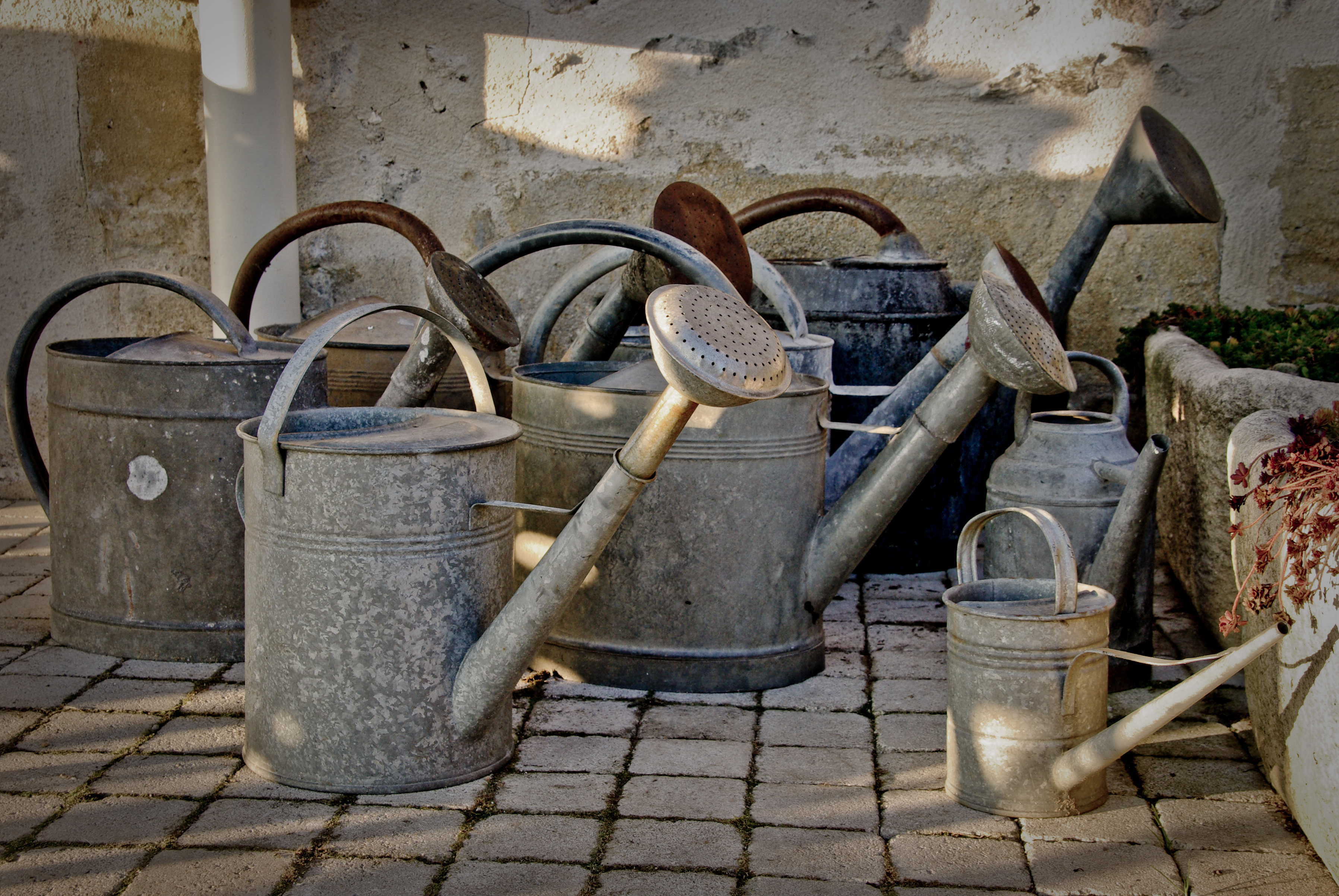
Gießkannen aus Metall

Bestandteile der Gießkanne sind Gefäß, Griff und Tülle sowie optional ein Brausemundstück, auch Schnulle oder Zotte  genannt. Sie ist das am weitesten verbreitete Werkzeug der künstlichen Beregnung. Ihre spezielle Form dient dem Zweck, die benötigte Wassermenge in gewünschter Dosierung, möglichst zielgenau oder gleichmäßig verteilt, an die Pflanzen zu bringen.
Gießkannen gibt es in den verschiedensten Ausführungen und Materialien (Kunststoff, Blech, Keramik usw.). Die Form der Gießkannen wie auch deren Bestandteile wurden im Laufe ihrer Entwicklung immer weiter den speziellen Erfordernissen angepasst und verbessert.
Für Zimmerpflanzen gibt es kleinere Gießkannen (meistens mit einem Fassungsvermögen von ein bis zwei Litern) mit höherem Anspruch an Design und Aussehen als bei großen Gießkannen (bis zu 15 Liter) für Nutz- und Ziergärten. Außerdem ist die Tülle zum gezielten Wässern von Blumentöpfen oder Balkonkästen im Verhältnis zum Gefäß länger und schmaler als bei der Gartengießkanne. Bei technisch hochwertigen Gießkannen für Zimmerpflanzen liegt die Austrittsöffnung der Tülle bei waagerechter Position der Kanne deutlich höher als die Einfüllöffnung, wodurch das Risiko minimiert wird, Wasser ungewollt zu vergießen.

## Kultur und Trivia

Pierre-Auguste Renoir: Mädchen mit Gießkanne

Obwohl die Gießkanne ein eher profaner Gebrauchsgegenstand ist, hat sie doch Eingang in die Kunst gefunden, wie das 1876 von Pierre-Auguste Renoir gemalte Bild „Mädchen mit Gießkanne“ zeigt.
Eine alternative Literaturzeitschrift der 1970er Jahre hieß „Die Gießkanne“.
Die gleichmäßige Verteilung des Wassers durch Gießkannen stand Pate für die Bezeichnung Gießkannenprinzip.
Auch Konrad Adenauer leistete einen Beitrag zur Weiterentwicklung der Gießkanne: 1940 reichte er beim Reichspatentamt einen Antrag zu einem speziellen Brausekopf ein.
Seit 2011 gibt es in der Stadt Gießen ein Gießkannenmuseum. Es wurde als Mitmachmuseum und Projekt im Rahmen der Landesgartenschau 2014 gegründet und widmet sich dem Alltags- und Nutzgegenstand Gießkanne. Die Exponate wurden dabei im Wesentlichen gespendet.